# Hidalgo incendiario
 Hidalgo incendiario es un mural del pintor mexicano José Clemente Orozco realizado en 1937 ubicado en la bóveda de la escalera del Palacio de Gobierno de Jalisco en la ciudad de Guadalajara, Jalisco, México.

## Historia
El gobernador Everardo Topete encomendó a Orozco una serie de trabajos para el estado de Jalisco, que actualmente forman parte de su patrimonio cultural e histórico. Entre estos trabajos se encuentra el mural en la bóveda del Palacio de Gobierno de Jalisco.

## Descripción
En las primeras tres cuartas partes de la composición, entre matices cálidos aparece la figura de medio cuerpo de Miguel Hidalgo y Costilla como líder y guía del pueblo. Uno de sus brazos se extiende con el puño en alto y en el otro lleva una tea encendida, simbolizando la llama de la rebelión tocando las banderas que se encuentran debajo.
En la parte inferior se observa en tonos fríos, un grupo de personas luchando entre sí, sin embargo las banderas rojas que llevan no están relacionadas con la lucha de la independencia, sino que remite a la bandera rossa de los movimientos sociales modernos, esto junto con la vestimenta de obrero que lleva uno de los personajes hace referencia a las luchas sociales del siglo XX.

## Datos curiosos
En la edición de 1994 un fragmento del mural fue usado como portada en uno de los libros de historia de 4 grado de la Comisión Nacional de Libros de Texto Gratuitos.